# Glenea jeanneli
Glenea jeanneli là một loài bọ cánh cứng trong họ Cerambycidae.